# Pro bono publico
Pro bono publico eller pro bono (latin: 'till godo för samhället') är en juridisk term från den romerska rätten som syftar på oegennyttiga handlingar för samhällets bästa. I USA:s rättssystem syftar det i synnerhet på förhållandet att rättslärda ägnar någon tid åt att utan ersättning bistå medellösa personer i rättstvister.
USA:s advokatsamfund i delstaten Louisiana rekommenderar sina medlemmar att arbeta åtminstone 50 timmar pro bono per år.